# Jozef IJsewijn
Jozef A. M. K. IJsewijn, né à Zwijndrecht (Belgique) le 30 décembre 1932 et mort à Louvain le 27 novembre 1998, est un professeur de philologie classique belge d'expression néerlandaise.

## Biographie
Jozef IJsewijn étudie à la Katholieke Universiteit Leuven où il est promu en tant que doctorant du Fonds national de la recherche scientifique en 1959. Il fonde le Seminarium Philologiae Humanisticae à Louvain où est centralisée l'étude de la littérature néo-latine.
En 1967, Jozef IJsewijn est nommé professeur à la Katholieke Universiteit Leuven et est reconnu comme autorité en littérature néo-latine.
Il est lauréat du prix Francqui 1980 dont le jury international était présidé par Carlo Allard Zaalberg.

## Ouvrages
- De sacerdotibus sacerdotiisque Alexandri Magni et Lagidarum eponymis, Bruxelles, 1961 (Verhandelingen van de Koninklijke Vlaamse Academie voor Wetenschappen, Letteren en Schone Kunste van België, Klasse der Letteren, 42)
- Companion to Neo-Latin Studies, Amsterdam-New York-Oxford, North-Holland Publishing Company, 1977. L'ouvrage a été, dans les années 1990, entièrement revu, réécrit et augmenté en deux volumes (en collaboration avec Dirk Sacré) : Companion to Neo-Latin Studies, I.– History and diffusion of Neo-Latin literature, Louvain, Leuven University Press / Peeters, 1990, XII-370 p. ; II.– Literary, linguistic, philological and editorial questions, Louvain, Leuven University Press, 1998, XIV-562 p.